# Fundació Cuixart

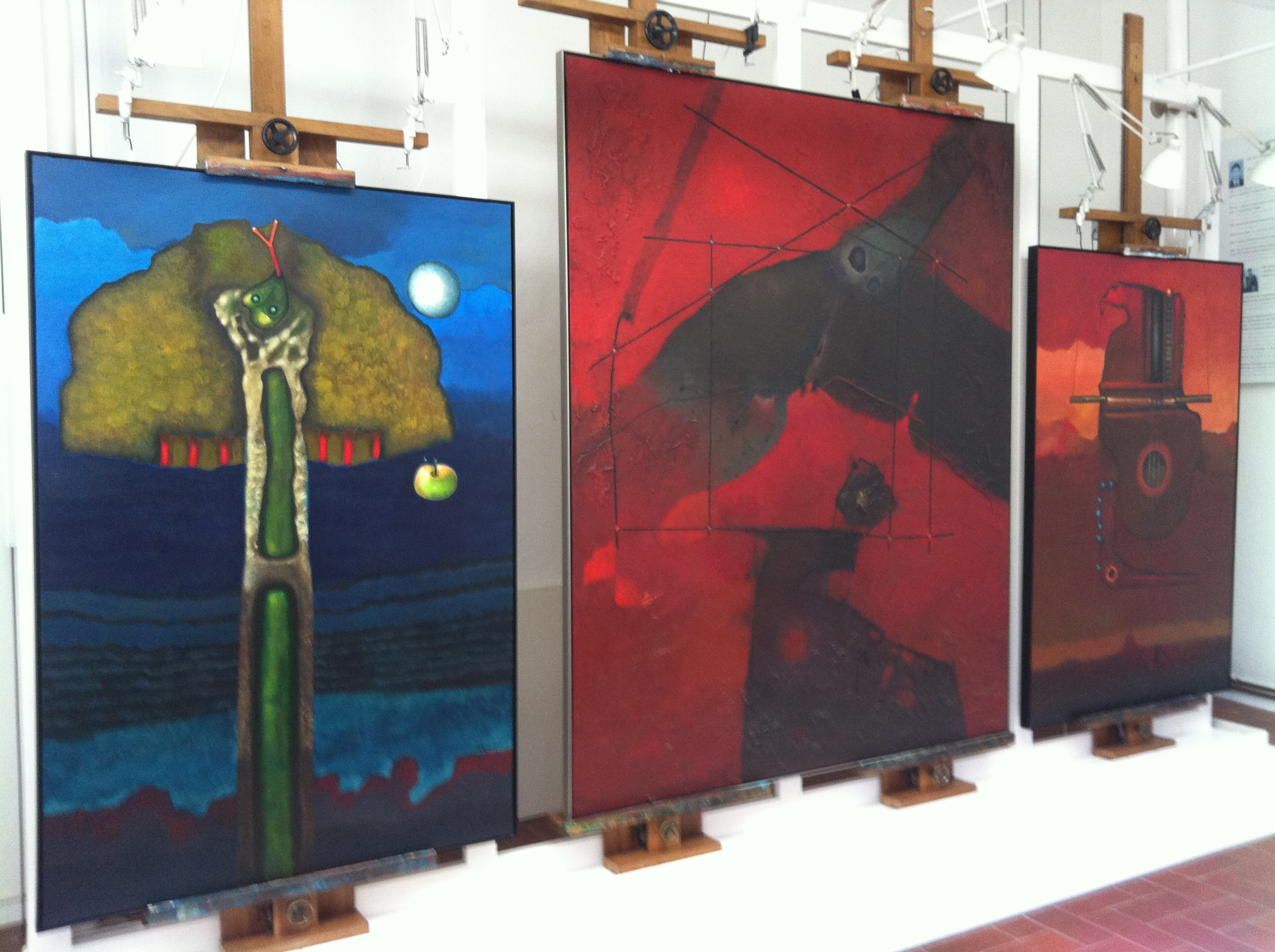
Fundació Cuixart

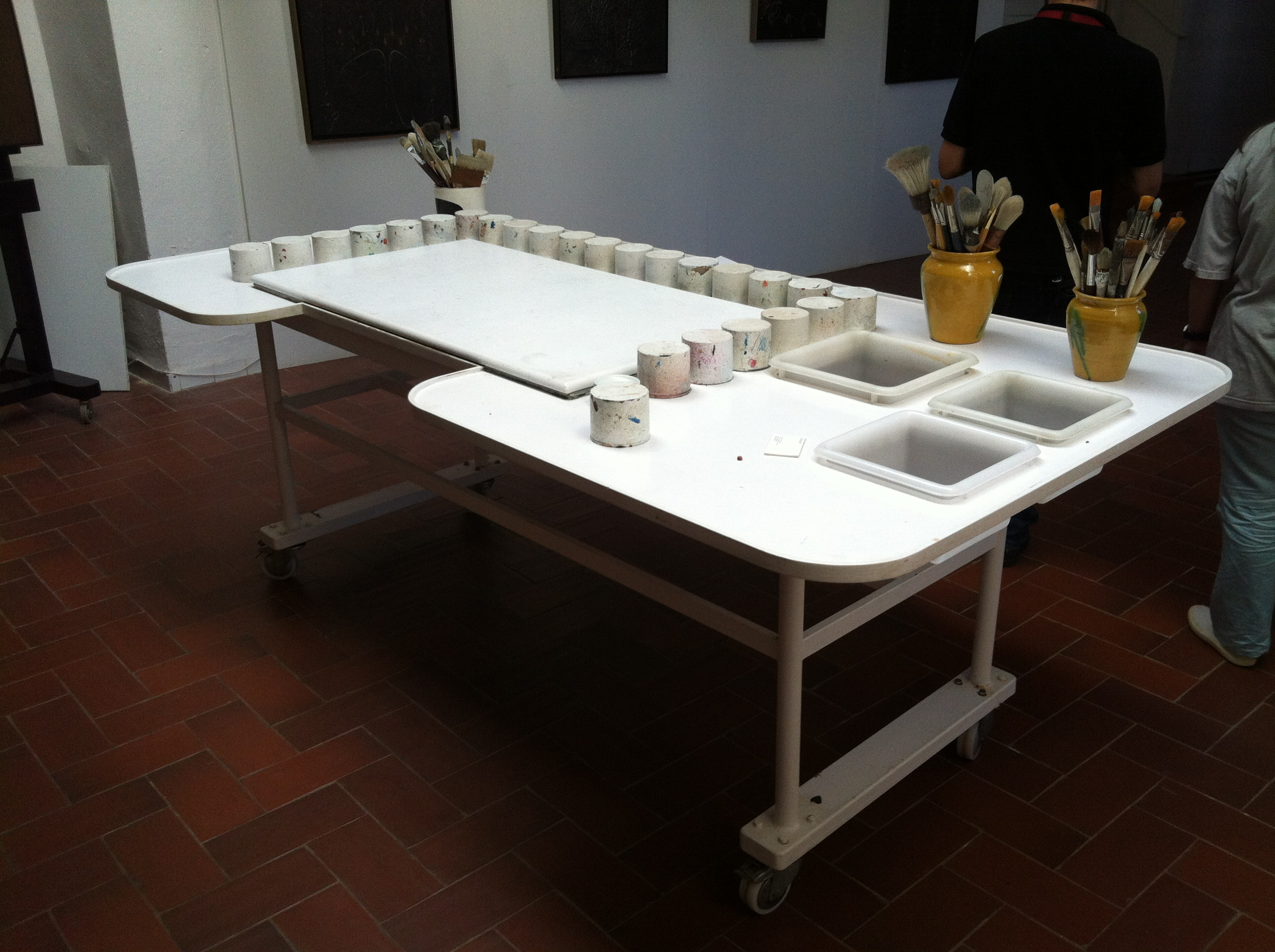
Taula de treball al taller de Modest Cuixart de Palafrugell, actual seu de la Fundació Cuixart

La Fundació Cuixart és una entitat privada sense ànim de lucre amb seu a Palafrugell fundada l'any 1998 per voluntat de Modest Cuixart i Tàpies en vida del pintor.
Va ser constituïda per tal d'articular una plataforma a partir de la qual divulgar la seva trajectòria artística i protegir la seva obra. Amb el temps ha esdevingut una organització cultural que protegeix aquest patrimoni i que potencia l'art català contemporani a nivell internacional així com dona projecció als nous artistes emergents i organitza activitats vinculades amb l'art, la cultura i la docència per tal de formar a les noves generacions sensibilitzant-los i que tinguin eines intel·lectuals per apreciar l'art modern i el seu patrimoni allà on vagin.
A més la Fundació té cura de la casa modernista on va viure Modest Cuixart a partir dels anys 70 i el taller del pintor com a part del patrimoni cultural de l'entitat.
L'any 2007 l'entitat va cessar temporalment les seves tasques públiques per respecte a la mort del pintor i el dol de la família per la que va suposar un gran pèrdua. Actualment l'entitat treballa en col·laboració amb el departament de Cultura de la Generalitat de Catalunya i l'Ajuntament de Palafrugell en diferents projectes educatius i culturals.
Fundació Cuixart gestiona diferents activitats a la seu física i és possible ara visitar l'estudi-taller del pintor, a més d'organitzar cicles d'activitats culturals com exposicions, certàmens de música, dansa i fotografia, continuant la faceta de dinamitzador de Modest Cuixart.

## Taller Cuixart
La fundació ha conservat el taller del pintor amb cura preservant les eines i l'ambient en el qual Modest Cuixart duia a terme el seu procés de creació. El taller guarda amb la mateixa disposició els utensilis dels quals se servia i dedica un homenatge als seus pinzells, dels que no es desprenia i als qui Cuixart tenia en gran estima i que considerà com els seus amics.
Aquest taller anomenat Taller Victòria va ser dissenyat pel seu fill primogeni Marc Cuixart, arquitecte i catedràtic, va ser construït l'any 1984. El procés creatiu de Cuixart era molt intens i passava dies tancat al taller submergit en el seu somni cognitiu i creador, per això es va adaptar un altell amb un llit per descansar. A més d'un tocadiscs amb el qual feia sonar Wagner. Actualment la fundació exposa una selecció obres de l'artista, especialment de l'època informalista que va viure a París i de la darrera etapa.
Modest Cuixart, va realitzar un total de 4000 obres des de l'any 1941 fins al 2007. Vinculada a la seva inquietud per la ciència,la medicina, la natura i el progrés Cuixart transmet a la seva obra fonaments filosòfics relacionats amb la ciència i la natura així com un homenatge a la dona la pau, la llibertat, la vida i el patiment dels homes